# 山村洋貴
山村 洋貴（やまむら ひろき、1981年2月11日 - ）は、日本の男性アニメーター、キャラクターデザイナー。愛知県安城市出身。シャフト所属。

## 来歴
代々木アニメーション学院卒業。当初はアダルトゲームの制作に携わり、ルクス（スタジオ・ルクス）で原画を担当していたが、2003年8月末に退社してアニメーターに転向する。
アクタス、スタジオパストラルを経て、『さよなら絶望先生』の参加を契機にシャフト作品でメインアニメーターを務めるようになる。その後しばらくはパストラル所属のまま、シャフトを仕事場としていたが、2010年代前半にパストラルから完全に離れ、フリーの立場を経てシャフトに所属し活動している。
以前は「むらやまたかひろ」と名乗っており、スタジオ・ルクス退社後は「むらやま某」「田園タロヲ」とする場合もある。同人活動を行っていたが、アニメーター転職後はサークル名を「すたじお田園」と変更し、『ぱにぽにだっしゅ!』の同人誌を一度発行したのみにとどまる。

## 主な参加作品

### テレビアニメ
2004年
- DAN DOH!!（動画）
- サムライガン（原画）
- W〜ウィッシュ〜（原画）
- 月詠 -MOON PHASE-（原画）

2005年
- ギャラリーフェイク（原画）
- IZUMO -猛き剣の閃記-（原画）
- これが私の御主人様（原画）
- ぱにぽにだっしゅ!（作画監督協力・原画）
- ノエイン もうひとりの君へ（原画）

2006年
- REC（作画監督）
- LEMON ANGEL PROJECT（作画監督補佐）
- おろしたてミュージカル 練馬大根ブラザーズ（原画）
- ウィッチブレイド（原画）
- ネギま!?（-2007年、作画監督）
- 009-1（原画）

2007年
- ひだまりスケッチ（原画）
- 魔法少女リリカルなのはStrikerS（原画）
- さよなら絶望先生（総作画監督（守岡英行、伊藤良明と共同）・絵コンテ・作画監督・原画）

2008年
- 俗・さよなら絶望先生（総作画監督（守岡英行と共同））

2009年
- まりあ†ほりっく（総作画監督（守岡英行と共同）・作画監督）
- 懺・さよなら絶望先生（総作画監督（守岡英行と共同）・作画監督）

2010年
- ひだまりスケッチ×☆☆☆（原画・作画監督・OP作画監督・OP原画・OP絵コンテ）
- 荒川アンダー ザ ブリッジ（OP作画監督）
- それでも町は廻っている（キャラクターデザイン・総作画監督・作画監督）

2011年
- まりあ†ほりっく あらいぶ（OP作画監督）

2012年
- 偽物語（総作画監督）
- ギルティクラウン（作画監督）
- 猫物語（黒）（作画監督）

2013年
- 〈物語〉シリーズ セカンドシーズン（作画監督）

2014年
- メカクシティアクターズ（総作画監督・作画監督）

2018年
- Fate/EXTRA Last Encore（キャラクターデザイン・総作画監督）

2019年
- 五等分の花嫁（作画監督）

2020年
- マギアレコード 魔法少女まどか☆マギカ外伝（-2021年、総作画監督・作画監督）

2021年
- 美少年探偵団（アニメーションキャラクターデザイン・総作画監督）

2022年
- RWBY 氷雪帝国（総作画監督）

2023年
- ゾン100〜ゾンビになるまでにしたい100のこと〜（総作画監督）

2025年
- 忍者と殺し屋のふたりぐらし（作画監督）

### 劇場アニメ
2012年
- 劇場版 魔法少女まどか☆マギカ [前編] 始まりの物語（総作画監督）
- 劇場版 魔法少女まどか☆マギカ [後編] 永遠の物語（総作画監督）

2013年
- 劇場版 魔法少女まどか☆マギカ [新編] 叛逆の物語（総作画監督）

2016年
- 傷物語〈I 鉄血篇〉（作画監督・原画）
- 傷物語〈II 熱血篇〉（総作画監督）

2017年
- 傷物語〈III 冷血篇〉（総作画監督・原画）
- 打ち上げ花火、下から見るか? 横から見るか?（総作画監督・サブキャラクターデザイン）

### OVA
- 大悪司シリーズ（2003-2005年/18禁）原画
- テイルズ オブ ファンタジア THE ANIMATION（2005年）原画
- ネギま!?夏版（2006年）原画
- 魔法先生ネギま! 〜白き翼 ALA ALBA〜（2008年）作画監督補佐
- 獄・さよなら絶望先生（2008年-2009年）総作画監督（守岡英行と共同）・2話Aパートゲストキャラクターデザイン・絵コンテ・作画監督・原画
- 懺・さよなら絶望先生 番外地（2009年-2010年）総作画監督（守岡英行と共同）・作画監督
- かってに改蔵（2011年）キャラクターデザイン・総作画監督・作画監督
- 魔法先生ネギま! ANIME FINAL(DVD版)（2012年）アバン作画監督

### Webアニメ
2024年
- 〈物語〉シリーズ オフ&モンスターシーズン（総作画監督・作画監督）

### ゲーム
すべて「むらやまたかひろ」名義
- ソルネア（2002年）原画
- GHQ -千尋学園裏学園祭-（2002年）原画
- うさねこ -みみっ娘メイドの恩返し-（2003年）原画